# Жан Пиаже
Жан Пиажѐ (на френски: Jean Piaget) е швейцарски биолог, психолог, логик и философ. В история на психологията теорията му се свързва с термина генетична епистемология, нова научна дисциплина, която цели да обясни познанието посредством неговото формиране.

## Биография
Роден е на 9 август 1896 г. в Ньошател, Швейцария.
На 11-годишна възраст Пиаже написва първата си статия за научно списание по зоология („Наблюдения върху врабчетата – албиноси“). След това става доброволен помощник в местния природонаучен музей. Следва в университетите в Нюкасъл, а по-късно и в Цюрих.
Пиаже създава Център по генетична епистемология в Женева през 1955 г. и е негов директор до смъртта си през 1980 г.
Умира на 16 септември 1980 г. в Женева на 84-годишна възраст.

## Теории
Наблюдавайки своите деца, а след това и ученици от началното училище, в игрите и в предизвикани дейности, разговаряйки с тях, изследвайки ги с тестове, той забелязва, че развитието на мисленето и езика не се извършва по един непрекъснат начин, а преминава през определени стадии. Известен е с теорията си за етапите в развитието на детето – от стадиите на конкретните операции към стадия на формално-логическите операции, който приключва на 15 години, разработена благодарение на прословутите му експерименти с деца, изследващи различни аспекти от детската психика. Всеки етап представлява детското разбиране за реалността по време на този период. Развитието от един период към друг е определено от натрупването на несъответствия от детското разбиране на околната среда, което в крайна сметка води до нужда от реорганизация на мисловната структура. Според Пиаже детето преминава от аутизма, от миражното въображение, от логиката на съня към социализираната реч и логическото мислене, като в критичната си точка преминава през постепенно отмиращ егоцентризъм (при който всичко да се свежда до собственото аз, до личната гледна точка). Според Пиаже етапите са четири:
1. Сензомоторен интелект
2. Предоперационен интелект
3. Стадий на конкретните операции
4. Стадий на формалните операции

## Признание и награди
През 1979 г. е награден с наградата Балзан за социални и политически науки.

### Почетни докторати
- 1936 Харвардски университет
- 1946 Сорбона
- 1949 Университет на Бразилия
- 1949 Брюкселски университет
- 1953 Чикагски университет
- 1954 Университет Макгил
- 1958 Варшавски университет
- 1959 Манчестърски университет
- 1960 Университет на Осло
- 1960 Кеймбриджки университет
- 1962 Университет Брандис
- 1964 Монреалски университет
- 1964 Aix-Marseille
- 1966 Пенсилвански университет
- 1966? Университет на Барселона[1]
- 1970 Йейлски университет[2]

## За него
- Румен Стаматов, Веселин Василев, Азаря Джалдети, Тарик Судани, Жан Пиаже и неговата психологическа теория. Пловдив: Infoart, 1997, 108 с.
- Емилия Маринова, Жан Пиаже. Двата морала. София: М-8-М, 1998, 182 с.